# Arthur Edward Ellis
Arthur Edward Ellis (8. juli 1914 – 23. maj 1999) var en engelsk fodbolddommer fra Halifax. Han er mest kendt for at have dømt den første finale ved Europamesterskabet i fodbold, da han dømte finalen i 1960 mellem Sovjetunionen og Jugoslavien. Han dømte også den første finale i Mesterholdenes Europa Cup i 1956.

## Karriere

### VM 1950
- Italien  –  Paraguay 2-0 (gruppespil).
- Brasilien  –  Sverige 7-1 (finalerunde).

### VM 1954
- Uruguay  –  Tjekkoslovakiet 2-0 (gruppespil).
- Ungarn  –  Brasilien 4-2 (kvartfinale).

### VM 1958
- Vesttyskland  –  Tjekkoslovakiet 2-2 (gruppespil).
- Tjekkoslovakiet  –  Argentina 6-1 (gruppespil).

### EM 1960
- Sovjetunionen  –  Jugoslavien 3-1 (finale).

## Kampe med danske hold
- Den 19. september 1956: Første runde i Mesterholdenes Europa Cup 1956-1957: AGF – Nice 1-1.